# Canton de Seignelay
Le canton de Seignelay est une division administrative française située dans le département de l'Yonne et la région de Bourgogne-Franche-Comté.

## Composition
| Nom                   | Code Insee | Intercommunalité                 | Superficie (km2) | Population (dernière pop. légale) | Densité (hab./km2) |
| --------------------- | ---------- | -------------------------------- | ---------------- | --------------------------------- | ------------------ |
| Seignelay (chef-lieu) | 89382      | CC Serein et Armance             | 13,47            | 1 606 (2014)                      | 119                |
| Beaumont              | 89031      | CC Serein et Armance             | 6,55             | 628 (2014)                        | 96                 |
| Chemilly-sur-Yonne    | 89096      | CC Serein et Armance             | 5,72             | 940 (2014)                        | 164                |
| Cheny                 | 89099      | CC de l'Agglomération Migennoise | 9,72             | 2 462 (2014)                      | 253                |
| Gurgy                 | 89198      | CA de l'Auxerrois                | 13,12            | 1 753 (2014)                      | 134                |
| Hauterive             | 89200      | CC Serein et Armance             | 9,56             | 404 (2014)                        | 42                 |
| Héry                  | 89201      | CC Serein et Armance             | 21,19            | 1 847 (2014)                      | 87                 |
| Mont-Saint-Sulpice    | 89268      | CC Serein et Armance             | 19,62            | 815 (2014)                        | 42                 |
| Monéteau              | 89263      | CA de l'Auxerrois                | 18,19            | 4 010 (2014)                      | 220                |
| Ormoy                 | 89282      | CC Serein et Armance             | 13,33            | 706 (2014)                        | 53                 |

Le canton ne comprend qu'une fraction de la commune de Monéteau : la commune associée de Sougères-sur-Sinotte (455 habitants en 2011).

## Représentation

### Conseillers généraux de 1833 à 2015
| Période | Période       | Identité                              | Étiquette              | Qualité |
| ------- | ------------- | ------------------------------------- | ---------------------- | --- |
| 1833    | 1839          | Ambroise Jean-Baptiste Bernard d'Héry | Tiers-État             | Propriétaire à Auxerre |
| 1839    | 1845 (décès)  | Baron Louis Jean Desaix               | Majorité ministérielle | Maréchal-de-camp, commandant le département à Auxerre Ancien Député du Puy-de-Dôme (1831-1834)                                      |
| 1845    | 1852          | Ambroise Jean-Baptiste Bernard d'Héry |                        | Propriétaire à Héry |
| 1852    | 1870          | Louis Frémy                           | Majorité dynastique    | Gouverneur du Crédit foncier Député (1849-1851, 1865-1869) Ancien Maire de Saint-Fargeau                                            |
| 1870    | 1871          | Paul Bernard                          |                        | Propriétaire à Héry |
| 1871    | 1877          | Paul Brunot (1846-1895)               | Droite                 | Propriétaire agriculteur à Hauterive                                                                                                |
| 1877    | 1889          | François Romand                       | Républicain            | Propriétaire Maire de Gurgy |
| 1889    | 1889 (décès)  | Arthur Savatier-Laroche               | Républicain            | Avocat à Auxerre Ancien sous-préfet de Sens Propriétaire du château du Barreau à Chemilly-sur-Yonne                                 |
| 1889    | 1895          | Louis Richard                         | Républicain            | Propriétaire à Auxerre |
| 1895    | 1898 (décès), | Charles Eugène Maximilien Barillon    | Rad.                   | Propriétaire à Cheny |
| 1899    | 1901          | Eugène Boucheron                      | Rad.                   | Propriétaire Maire de Cheny (1893-1896)                                                                                             |
| 1901    | 1919          | Charles Philippe                      | Rad.                   | Avocat à la Cour d'appel Propriétaire à Héry                                                                                        |
| 1919    | 1925          | Gustave Boucheron                     | Rad.                   | Maire de Cheny (1908-1925) |
| 1925    | 1926 (décès)  | Camille Berthier                      | Soc.ind.               | Propriétaire à Seignelay, conseiller d'arrondissement                                                                               |
| 1926    | 1940          | Jean-Michel Renaitour                 | SFIO puis DVG          | Homme de lettres Député (1928-1942) Maire d'Auxerre (1929-1941) Nommé membre de la Commission administrative départementale en 1941 |
|         |               |                                       |                        | |
| 1945    | 1955          | Fernand Poulet                        | SFIO puis DVD          | Directeur d'école et secrétaire de mairie, Seignelay                                                                                |
| 1955    | 1979          | Jean-Michel Renaitour                 | DVG                    | Ancien député Ancien maire d'Auxerre, adjoint au maire de Seignelay                                                                 |
| 1979    | 1985          | Sylvain Bourgoin                      | PCF                    | Cheminot Maire de Cheny (1966-1984)                                                                                                 |
| 1985    | 1998          | Pierre Chambon                        | PS                     | Professeur, Cheny |
| 1998    | 2011          | Jean-Michel Delagneau                 | Verts                  | Agriculteur bio Maire de Gurgy (1989-2008)                                                                                          |
| 2011    | 2015          | Thierry Corniot                       | DVG                    | Conseiller juridique Maire de Seignelay (depuis 2009) Président de la Communauté de Communes de Seignelay-Brienon                   |

### Conseillers d'arrondissement (de 1833 à 1940)
| Période                                  | Période      | Identité                                                     | Étiquette   | Qualité |
| ---------------------------------------- | ------------ | ------------------------------------------------------------ | ----------- | --- |
| 1833                                     | 1839         | Martial François Defrance (1773-1847)                        |             | Maire de Seignelay (1831-1837)                                                                              |
| 1839                                     | 1842         | Marquis Charles-François-Xavier Dodun d'Herbault (1786-1861) |             | Propriétaire, maire de Chemilly                                                                             |
|                                          |              |                                                              |             | |
| 1845                                     | 1864         | Appollinaire Albert Dourneau                                 |             | Juge de paix à Seignelay                                                                                    |
| 1864                                     | 1865 (décès) | Hilaire Creusillat (1808-1865)                               |             | Notaire à Héry                                                                                              |
| 1865                                     | 1877         | M. Baudoin                                                   |             | Propriétaire à Héry                                                                                         |
| 1877                                     | 1895         | Eugène Barillon                                              |             | Propriétaire, maire de Cheny                                                                                |
| 1895                                     | 1901         | Henri Garcias                                                |             | Propriétaire à Mont-Saint-Sulpice                                                                           |
| 1901                                     | 1904         | Camille Berthier                                             | Soc.ind     | Propriétaire à Seignelay                                                                                    |
| 1904                                     | 1910         | Augustin Cappé                                               | Républicain | Propriétaire à Ormoy                                                                                        |
| 1910                                     | 1911 (décès) | Léon Faucher (1869-1911)                                     | Radical     | Négociant en vins, maire de Cheny (1904-1908)                                                               |
| 1911                                     | 1919         | Germain Sourdillat                                           | Radical     | Maire d'Ormoy                                                                                               |
| 1919                                     | 1925         | Camille Berthier                                             | Soc.ind     | Propriétaire à Seignelay                                                                                    |
| 1925                                     | 1940         | Hilaire Chavard (1886-1964)                                  |             | Cultivateur à Ravery, maire de Gurgy                                                                        |
| Les données manquantes sont à compléter. |              |                                                              |             | |
| 1940                                     |              |                                                              |             | Les conseils d'arrondissement ont été suspendus par la loi du 12 octobre 1940 et n'ont jamais été réactivés |

## Démographie
| 1962 | 1968 | 1975 | 1982 | 1990   | 1999   | 2006   | 2011   | 2012   |
| ---- | ---- | ---- | ---- | ------ | ------ | ------ | ------ | ------ |
| -    | -    | -    | -    | 10 584 | 11 168 | 11 289 | 11 536 | 11 632 |